# Oligopogon superciliatus
Oligopogon superciliatus là một loài ruồi trong họ Asilidae. Oligopogon superciliatus được Oldroyd miêu tả năm 1970. Loài này phân bố ở vùng nhiệt đới châu Phi.